# Sandra L. Wolin

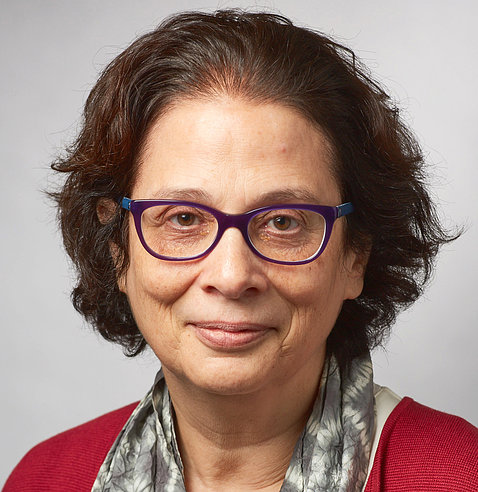
Sandra Wolin (2016)

Sandra Lynn Wolin ist eine US-amerikanische Forscherin auf dem Gebiet der nichtkodierenden RNA.

## Leben und Wirken
Wolin wuchs in New Jersey auf. Sie erwarb an der Princeton University einen Bachelor in Biochemie und 1985 an der Yale University sowohl einen M.D. als Abschluss des Medizinstudiums als auch bei Joan A. Steitz mit der Arbeit The Ro Small Cytoplasmic Ribonucleoproteins of Mammalian Cells einen Ph.D. in Biochemie und Biophysik. Als Postdoktorandin arbeitete sie bei Peter Walter an der University of California, San Francisco.
Anschließend ging sie zurück an die Yale University, wo sie zur Professorin in der Abteilung für Zellbiologie, molekulare Biophysik und Biochemie aufstieg. Von 2014 bis 2017 war sie Direktorin des dortigen Yale Center for RNA Science and Medicine. Seit 2017 ist sie am Center for Cancer Research des National Cancer Institute (NCI) in Frederick, Maryland. Hier leitet sie das Labor für die Biologie der RNA und ist Chefin der NCI RNA Biology Initiative.
Am NCI erforschen Wolin und Mitarbeiter die Funktion nichtkodierender RNA (ncRNA), den Umgang der Zelle mit defekter ncRNA, die Folgen fehlgeschlagenen Abbaus defekter ncRNA für die Zelle und den menschlichen Organismus. Eine besondere Rolle in Wolins Arbeit spielen ein Protein zur Überwachung der RNA namens Ro60 und sein nrRNA-Partner namens Y RNA, das Ziel von Autoantikörpern beim Lupus erythematodes ist.
Seit 2013 ist Wolin Fellow der American Association for the Advancement of Science, seit 2014 Fellow der American Academy of Microbiology, seit 2023 Mitglied der American Academy of Arts and Sciences und seit 2024 Mitglied der National Academy of Sciences. 2023/2024 ist sie Präsidentin der RNA Society. Sie hat laut Google Scholar einen h-Index von 56, laut Datenbank Scopus einen von 49 (jeweils Stand Juli 2024).
Wolin ist verheiratet und hat einen Sohn.